# Ісай-Бьолькьойо
Іса́й-Бьолькьойо́ (рос. Исай-Бёлькёё) — невеликий острів в Оленьоцькій затоці моря Лаптєвих. Територіально відноситься до Якутії, Росія.
Розташований в центрі затоки, в дельті річки Оленьок. Знаходиться біля південно-східного краю острова Хастах-Ари. Острів має видовжену форму, простягається з північного сходу на південний захід. Вкритий болотами й пісками, має 3 невеликих озера. Оточений мілинами.
| Росія | Це незавершена стаття з географії Росії. Ви можете допомогти проєкту, виправивши або дописавши її. |